# Гживна (Куявско-Поморское воеводство)
Гживна — деревня в гмине Хелмжа Торуньского повета Куявско-Поморского воеводства в центральной части севера Польши.